# Riederbach (Seebach)
Der Riederbach ist ein etwa 15 km langes Bachsystem im östlichen Rheinhessen in Rheinland-Pfalz. 

## Ursprung
Der Riederbach entsteht unterirdisch in Monzernheim, in der Nähe der Bahnhofstraße und der Straße Am Römer. Er entsteht aus den Grundgewässern des höhergelegenen Gebietes um Hochborn, dem früheren Blödesheim. 

## Verlauf
Sein unterirdischer Lauf wird bis Bechtheim durch die geologische Lage, eine nach Osten verlaufende Mulde, geprägt. Erst im östlichen Teil Bechtheims, am Ende der Riederbachstraße, kommt er, gespeist durch Einflüsse der vielen, meist unterirdischen Brunnen, zum Vorschein. Er verfügt über ein innerörtliches Grabensystem, das ausschließlich das Oberwasser der Talmulde von Monzernheim und einem kleineren Nebental Richtung Heßloch kommend bei starkem Regen aufnahm. Dieses Grabensystem mit seinen Brücken wurde in den 1950er Jahren durch Kanalisierung ersetzt. Sein in der Regel geringer Wasserstand wird unterhalb von Bechtheim nochmals von dem schwefelhaltigen Wasser des mundartlich "Schwewwelbrinnelsche" gespeist. Nach einem Wasserverlauf von nur wenigen hundert Metern wird der Riederbach an der Straßenkreuzung Bechtheim - Bundesstraße 9, bzw. Osthofen - Mettenheim, in Richtung Mettenheim geführt, wo sein Wasser in der Trockenzeit in seinem südlich von Mettenheim weiterführenden oberirdischen Grabenverlauf versickert. Lediglich bei starkem Regen fließt sein Wasser weiter, bis er fast genau in der Mitte zwischen den Orten Mettenheim und Hamm mit dem Zusammenfluss des Seegrabens zum Langbachgraben wird. Hier endet, laut Katasteramtsaufzeichnungen, der Riederbach. Sein Wasser wird vom Langbachgraben, unmittelbar nördlich an Hamm am Rhein vorbei, in den Rhein getragen.